# Bolax catharinae
Bolax catharinae är en skalbaggsart som beskrevs av Blanchard 1851. Bolax catharinae ingår i släktet Bolax och familjen Rutelidae. Inga underarter finns listade.